# Камбоџа на Светском првенству у атлетици на отвореном 2015.
Камбоџа је учествовала на Светском првенству у атлетици на отвореном 2015. одржаном у Пекингу од 12. до 30. августа девет пута. Репрезентацију Камбоџе представљао је један атлетичар који се такмичио у трци на 200 метара.,
На овом првенству Камбоџа није освојила ниједну медаљу, нити је оборен неки рекорд.

## Резултати

### Мушкарци
| Атлетичарка   | Дисциплина | Лични рекорд | Квалификације | Квалификације | Полуфинале           | Полуфинале           | Финале               | Финале       | Детаљи |
| Атлетичарка   | Дисциплина | Лични рекорд | Резултат      | Место         | Резултат             | Место                | Резултат             | Место        | Детаљи |
| ------------- | ---------- | ------------ | ------------- | ------------- | -------------------- | -------------------- | -------------------- | ------------ | ------ |
| Phearath Nget | 200 м      | 21,89        | 22,11         | 7. гр. 4      | Није се квалификовао | Није се квалификовао | Није се квалификовао | 51 / 54 (60) |        |